# Novosevastopólskoye
Novosevastopólskoye (del ruso: Новосевастопольское) es un pueblo (selo) del raión de Krasnogvardéiskoye en la república de Adiguesia de Rusia. Está situado entre los cauces de los ríos Bélaya y Labá, afluentes del Kubán, 13 km al sudeste de Krasnogvardéiskoye y 71 km al noroeste de Maikop, la capital de la república.  Tenía 696 habitantes en 2010
Pertenece al municipio Béloye.

## Historia
Fue fundado en 1910. De 1925 a 1954 fue centro del municipio Novosevastopólskoye. En 2003 tenía 888 habitantes, entre los que predominaba la etnia rusa. Las principales minorías eran la azerí, la adigué, la armenia y la kurda.